# 1930 en Ontario
Chronologie de l'Ontario
- 1926
- 1927
- 1928
- 1929
- 1930
- 1931
- 1932
- 1933
- 1934

Cette page concerne des événements d'actualité qui se sont produits durant l'année 1930 dans la province canadienne de l'Ontario.

## Politique

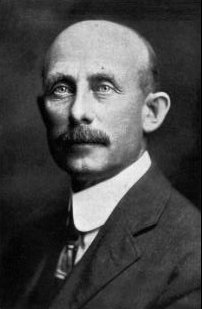
George Stewart Henry, 10e Premier ministre de l'Ontario

- Premier ministre : Howard Ferguson puis George Stewart Henry (Parti conservateur)
- Chef de l'Opposition: W. E. N. Sinclair (Parti libéral)
- Lieutenant-gouverneur: William Donald Ross (en)
- Législature: 18e (en)

## Événements

### Juin
- 26 juin : Une explosion de John B. King (en), un bateau de forage contenant de la dynamite a été frappé par la foudre près de Brockville et fait plus de 30 morts.

### Août
- Du 16 au 23 août : Jeux de l'Empire britannique 1930 à Hamilton.

## Naissances
- 12 janvier : Tim Horton, joueur de hockey sur glace († 21 février 1974).
- 14 janvier : Kenny Wheeler, trompettiste, bugliste et compositeur († 18 septembre 2014).
- 28 avril : Charles Caccia (en), député fédéral de Davenport (1968-2004) († 3 mai 2008).
- 24 mai : Robert Bateman, peintre.
- 26 mai : Lorne Ferguson (en), joueur de hockey sur glace († 28 mars 2008).
- 29 mai :
  - Roy Bonisteel, journaliste, écrivain et animateur de télévision († 16 août 2013).
  - Lawrence Heisey, homme d'affaires († 28 mai 2009).
- 6 juillet : George Armstrong, joueur de hockey sur glace.
- 9 août : Larry Regan, joueur, entraîneur et dirigeant de hockey sur glace († 9 mars 2009).
- 1er septembre : Jim Anderson, joueur de hockey sur glace († 10 mars 2013).
- 18 septembre : John Tolos (en), lutteur († 29 mai 2009).
- 30 octobre : Timothy Findley, homme de théâtre, scénariste et écrivain († 20 juin 2002).

## Décès
- Février : Levi Addison Ault (en), homme d'affaires (° Novembre 1851).
- 28 février : George Boyce (en), député fédéral de Carleton (1917-1921) (° 21 décembre 1848).